# Melchior von Redern

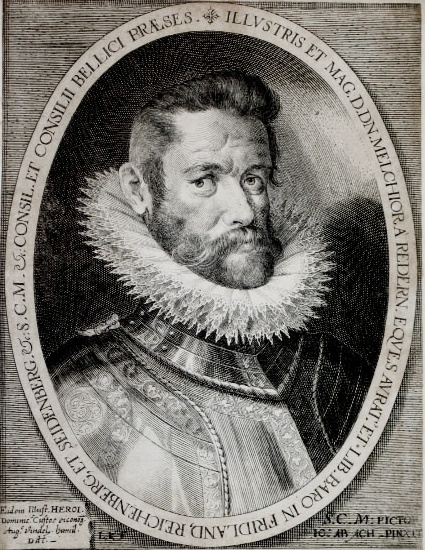
Melchior von Redern

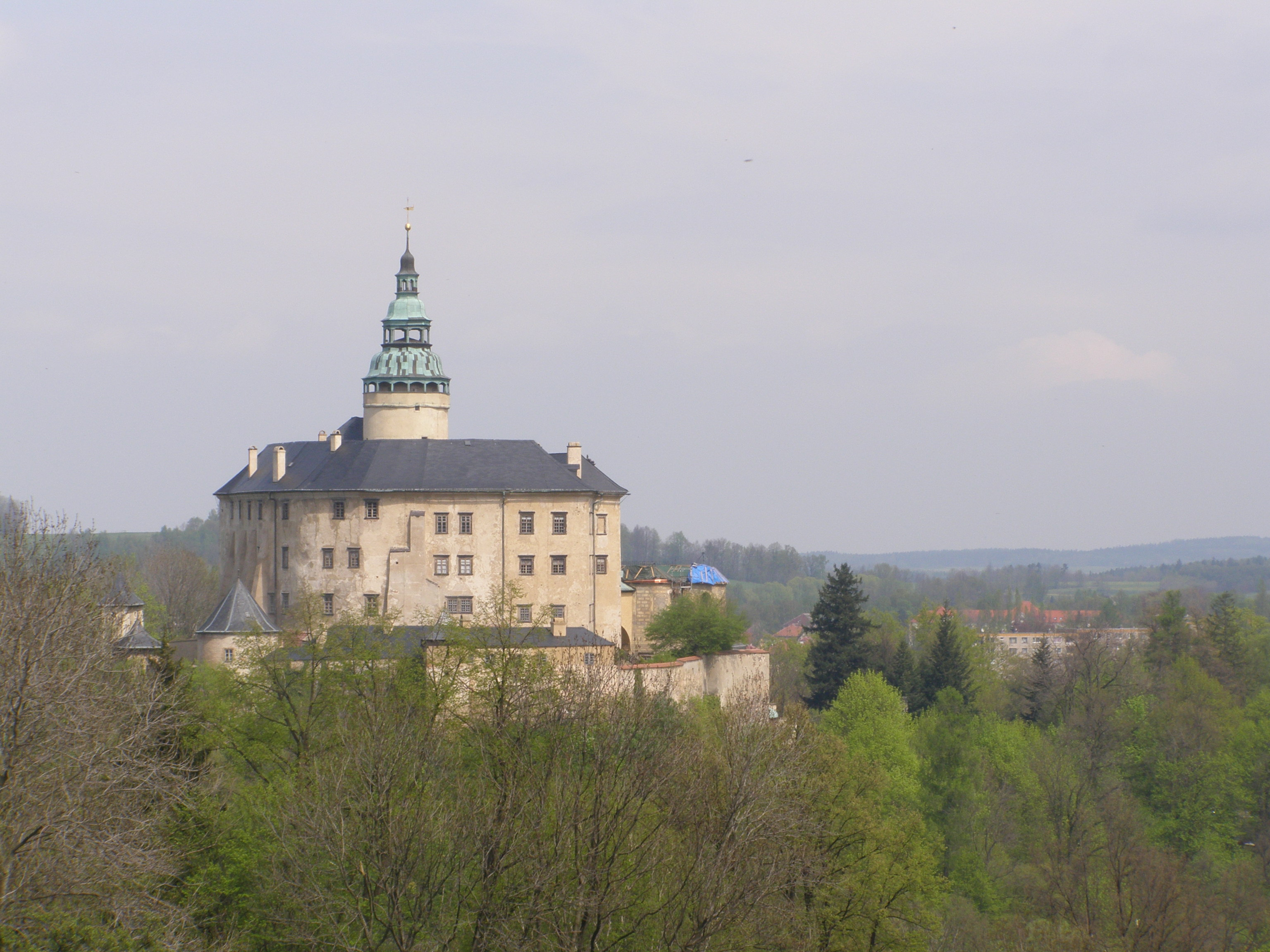
Schloss Friedland (Böhmen)

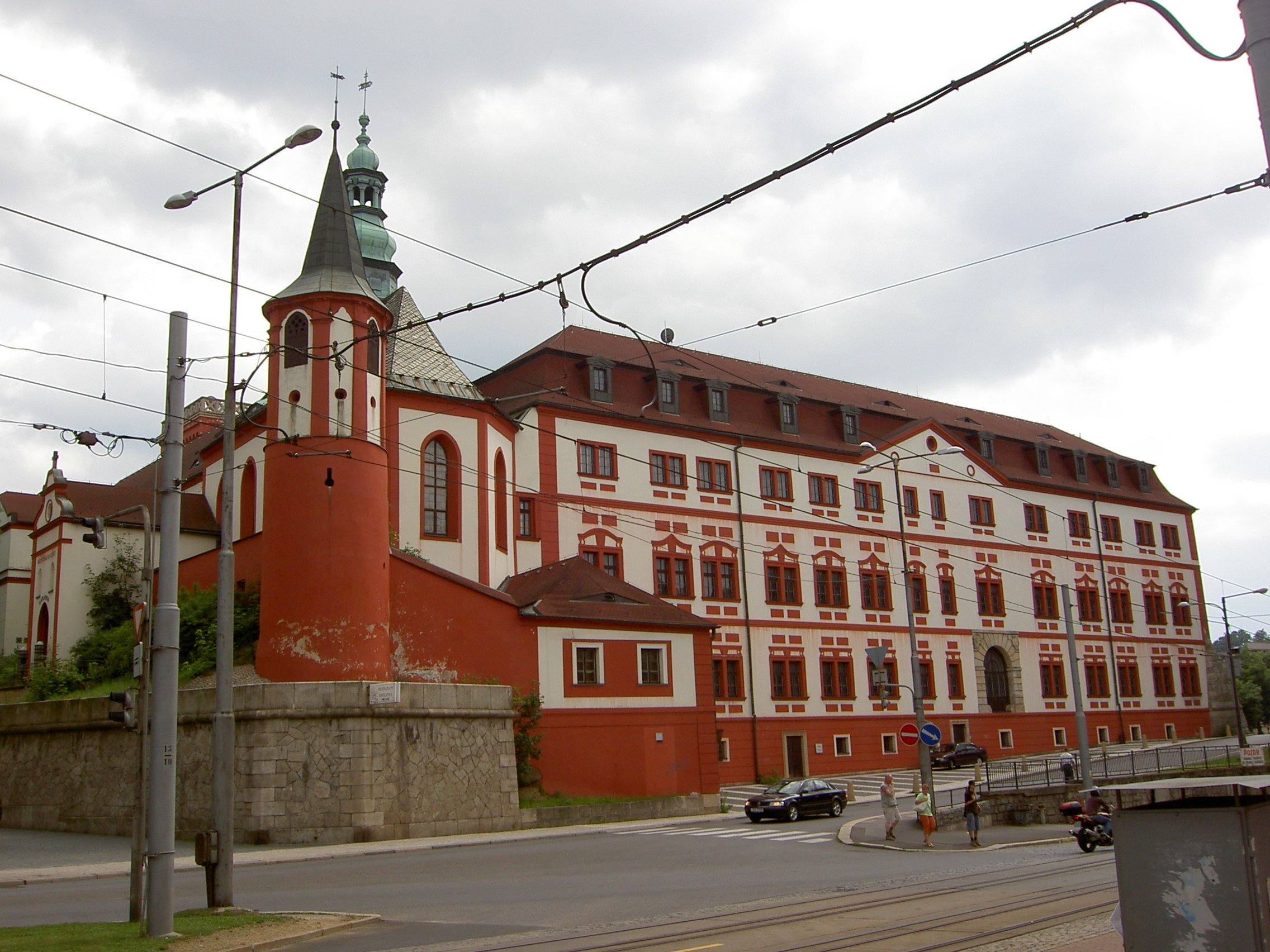
Schloss Reichenberg (Böhmen)

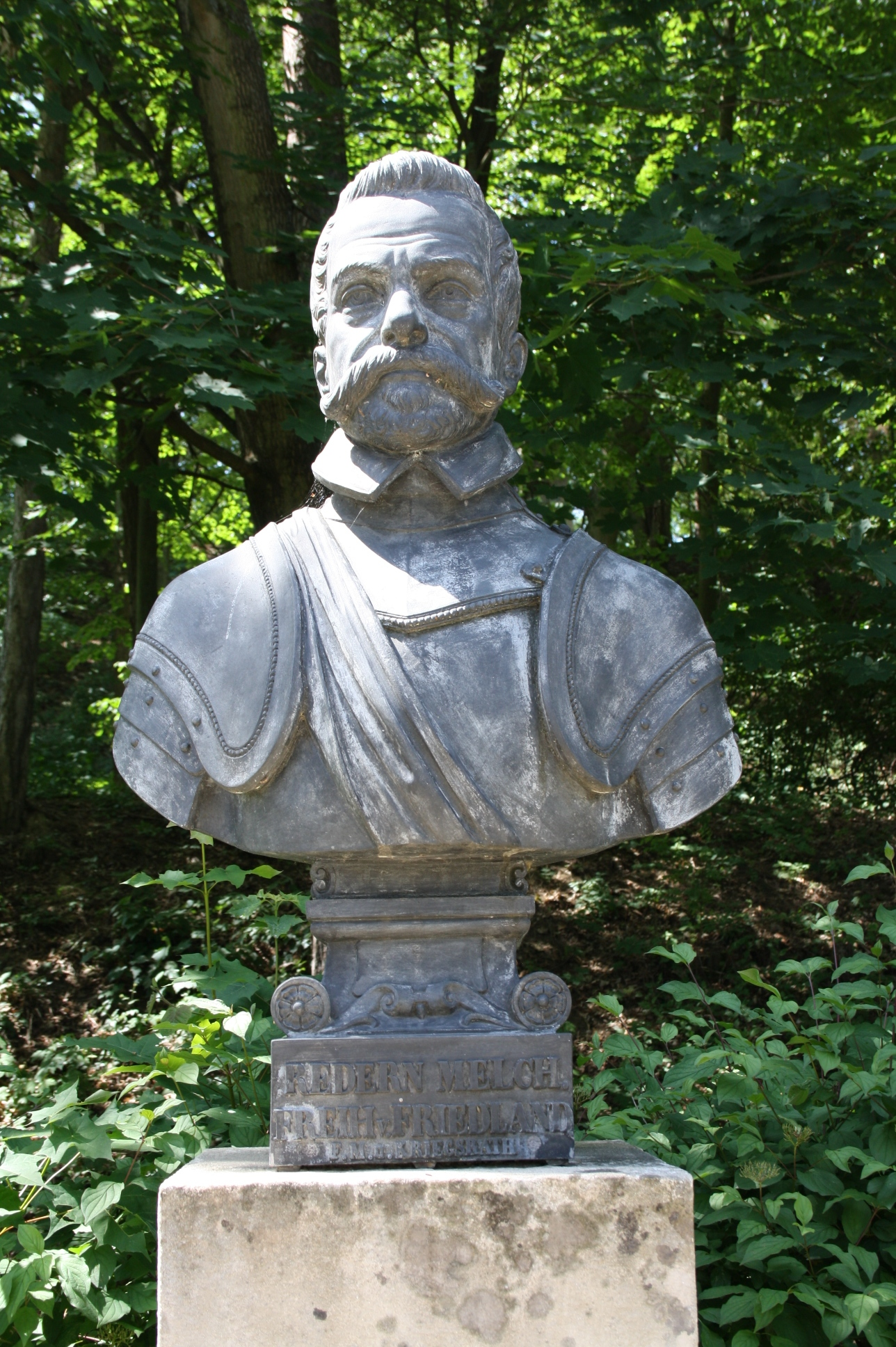
Büste in der Gedenkstätte Heldenberg

Melchior Reichsfreiherr von Redern (* 6. Januar 1555 in Breslau; † 20. September 1600 in Deutsch Brod) war ein kaiserlicher Heerführer in den Türkenkriegen.

## Biografie
Redern entstammte einem alten Adelsgeschlecht, derer von Redern. Sein Vater Friedrich von Redern der Ältere († 1564) war Inhaber der schlesischen Herrschaften Ruppersdorf, Tost und Peiskretscham sowie Friedland in Böhmen. Die Mutter Salomena entstammte dem Geschlecht derer von Schönaich.
Seit 1575 in den Militärdiensten der Habsburger, kämpfte Redern im Königlichen Ungarn gegen die Türken. Anschließend war er an Kämpfen in Polen und den Niederlanden beteiligt. 1581 verlieh Rudolf II. den Besitz in Friedland einschließlich Reichenberg und Seidenberg an Melchior und seine Brüder Hans, Georg und Christoph. 1582 heiratete Melchior von Redern Katharina Schlick. Im selben Jahre kehrte er ins kaiserliche Heer zurück und erhielt 1588 seine Beförderung zum Oberst. 
Zwischen 1585 und 1587 errichtete Melchior zusammen mit seinem Bruder Christoph († 3. September 1591) das Schloss Reichenberg. Er ließ Reichenberg von seinem Stadthauptmann (und möglicherweise Halbbruder) Joachim Ulrich von Rosenfeld entwickeln. 
Nach dem Tode aller seiner Brüder war Melchior von Redern seit 1591 alleiniger Besitzer der Herrschaft Friedland. In diesem Jahre wurde auch sein einziger Sohn Christoph geboren. Als Kommandeur eines schlesischen Reiterregiments von 1300 Mann schlug er am 22. Juni 1593 in der Schlacht bei Sissek eine türkische Übermacht. Gleiches gelang ihm am 30. September 1593 in der Schlacht bei Pápa.
1598 verteidigte Redern mit 2000 Mann Großwardein gegen 120.000 Türken, die am 3. November 1598 nach zwölf vergeblichen Versuchen zur Einnahme der Stadt ihre Belagerung aufgaben. Auf Grund dieser Verdienste erhielt er am 16. Mai 1599 durch Rudolf II. in Prag den Ritterschlag und wurde zum Reichsfreiherrn erhoben. Gleichzeitig wurde er zum Präsidenten des Hofkriegsrates ernannt und ihm der Befehl über die wichtigste ungarische Festung Raab übertragen.
Nach dem Tode Adolf Graf Schwarzenbergs vor Pápa übernahm Redern 1600 das Kommando zum Sturm auf die von aufständischen französischen und wallonischen Söldnern besetzte Festung Pápa, die er innerhalb eines Tages am 9. August in einem blutigen Gemetzel ohne Gefangene einnahm. Am 11. August 1600 wurde der Geheimrat Melchior von Redern in Wien zum Generalfeldmarschall ernannt.
Aus Raab reiste Redern wenig später nach Friedland, um sich von einer auf dem Weg nach Wien zugezogenen Erkrankung zu kurieren. Er verstarb auf dem Wege dorthin im Goldenen Hirsch zu Deutsch Brod. Seine sterbliche Hülle wurde nach Friedland überführt und dort am 6. Januar 1601 in der Familiengruft der Redern in der Dekanatskirche Friedland beigesetzt. Den verzierten Zinnsarg lieferte 1601 der damals bekannte Glockengießer Georg Wildt. Ab 1605 wurde ihm ein marmornes Grabmal mit Bronzestatue errichtet, das am 25. November 1610 unter Leitung des Bildhauers Gerhard Hendrik fertiggestellt wurde.
Der Protestant Redern förderte die wirtschaftliche Erschließung der Herrschaft Friedland und insbesondere des Isergebirges. 1584 gründete er die Bergstadt Böhmisch Neustadt und 1594 das Dorf Weißbach.